# Tom Malinowski
Tomasz P. Malinowski, detto Tom (Słupsk, 23 settembre 1965), è un politico statunitense, membro della Camera dei Rappresentanti per lo stato del New Jersey dal 2019 al 2023.

## Biografia
Nato in Polonia, all'età di sei anni si trasferisce a Princeton.
Fin dagli anni '80 lavora come assistente per vari politici, tra cui il senatore Daniel Patrick Moynihan e i segretari di Stato Warren Christopher e Madeleine Albright. Dal 2011 lavora come direttore a Washington della ONG Human Rights Watch. Nel 2013 viene nominato dal Presidente Barack Obama come sottosegretario di Stato per la democrazia, i diritti umani e il lavoro, incarico che mantiene per tutti gli 8 anni della Presidenza Obama.
Nel 2018 si candida alla Camera dei Rappresentanti nel settimo distretto del New Jersey, rappresentato dal repubblicano Leonard Lance. Nelle elezioni di novembre riesce a battere Lance con il 51,7% dei voti venendo eletto deputato.
Riconfermato per un secondo mandato due anni dopo, viene sconfitto nelle elezioni del 2022 dal repubblicano Thomas Kean Jr., lasciando il Congresso dopo quattro anni di permanenza.